# Afrika Songs
Afrika Songs ist ein Zyklus für Mezzosopran, Bariton und Kammerorchester op. 29 von Wilhelm Grosz. Er entstand 1929 in Ausführung des 6. Kompositionsauftrages der Schlesischen Funkstunde und gilt heute als bekanntestes Werk des Komponisten innerhalb der E-Musik.

## Inhalt
Bei dem Liederzyklus handelt es sich um eine Sammlung von Liedern nach Texten afroamerikanischer Lyrik, vornehmlich von Langston Hughes. Diese wurden der 1929 von Anna Nußbaum herausgegebenen Buchpublikation Afrika singt, einer „Auslese neuer afro-amerikanischer Lyrik“, entnommen. Die Nachdichtungen und Übertragungen stammten von Hermann Kesser, Josef Luitpold, Anna Siemsen und Anna Nußbaum selbst.
Introduktion & Duett: Ja? - Zwischenspiel 1 – Lied der Baumwollpacker - Zwischenspiel 2 – Arabeske - Zwischenspiel 3 – Tante Sues Geschichten - Zwischenspiel 4 – Das neue Kabarettmädel - Zwischenspiel 5 – Schnaps-Mary - Zwischenspiel 6 – Harlemer Nachtlied - Elend

## Stil
Die Afrika Songs wurden auch als „Jugendstil-Spirituals“ bekannt, denn die ihre Vertonungen waren von Jazz- und Blues ebenso beeinflusst wie von der Musik Alexander von Zemlinskys, Gustav Mahlers und Giacomo Puccinis. 

## Uraufführung
Die Premiere des Zyklus unter dem Titel „Lieder aus Harlem“ am 4. Februar 1930 im Sender Breslau mit Kaete Nick-Jaenicke (Mezzosopran) und Leo Weith (Bariton) mit kleinem Orchester, geleitet von Edmund Nick, wurde begeistert aufgenommen. Den Klavierpart der verbindenden Zwischenspiele übernahm der Komponist bei der Sendung gemeinsam mit seinem Freund Walter Kaufmann am zweiten Flügel selbst.

## Wirkung
Die Afrika Songs von Wilhelm Grosz stehen bis heute auf den Spielplänen renommierter Orchester wie den Wiener Symphonikern. Darüber hinaus entstanden nach der Uraufführung noch zahlreiche weitere Aufnahmen für den Rundfunk oder Tonträger, u. a. für die Deutsche Grammophon.